# Šenčur
Šenčur (IPA: [ʃɛnˈtʃuːɾ], in tedesco Sankt Georgen) è un comune (občina) della Slovenia. Ha una popolazione di 8 650 abitanti ed un'area di 40,3 km². Appartiene alla regione statistica dell'Alta Carniola.

## Storia
Il comune di Šenčur è stato istituito il 3 ottobre 1994 a seguito della suddivisione del comune cittadino di Kranj in cinque entità.

## Geografia antropica

### Suddivisioni amministrative
Il comune di Šenčur è diviso in 11 insediamenti (naselija):
- Hotemaže
- Luže
- Milje
- Olševek
- Prebačevo
- Srednja Vas pri Šenčurju
- Trboje
- Visoko
- Voglje
- Voklo
- Žerjavka

## Amministrazione
| Periodo | Periodo   | Primo cittadino | Partito | Carica  | Note |
| ------- | --------- | --------------- | ------- | ------- | ---- |
| 1994    | 1998      | Franc Kern      |         | sindaco |      |
| 1998    | 2002      | Franc Kern      |         | sindaco |      |
| 2002    | 2006      | Miro Kozelj     |         | sindaco |      |
| 2006    | 2010      | Miro Kozelj     |         | sindaco |      |
| 2010    | 2014      | Miro Kozelj     |         | sindaco |      |
| 2018    | in carica | Ciril Kozjek    |         | sindaco |      |